# 1856 en musique classique
| \| • Retour à la chronologie générale de la musique classique • \| |
| Grèce • Rome • Haut Moyen Âge • VIIIe siècle • IXe siècle • Xe siècle • XIe siècle XIIe siècle • XIIIe siècle • XIVe siècle • XVe siècle • XVIe siècle • XVIIe siècle XVIIIe siècle • XIXe siècle • XXe siècle • XXIe siècle |
| • Retour à la chronologie générale de la musique classique • |

| Années en musique classique : 1853 - 1854 - 1855 - 1856 - 1857 - 1858 - 1859    |
| Décennies en musique classique : 1820 - 1830 - 1840 - 1850 - 1860 - 1870 - 1880 |

## Événements
- 23 janvier : création du Corsaire ballet d'Adolphe Adam, à l'Opéra de Paris.
- 19 septembre : Les Dragons de Villars, opéra-comique de Aimé Maillart, créé au Théâtre-Lyrique à Paris.
- 6 décembre : au théâtre des Italiens, première représentation de l'opéra La Traviata de Giuseppe Verdi, inspirée du roman La Dame aux camélias d'Alexandre Dumas.
- 14 décembre : premier concert de l'Orchestre philharmonique de Monte-Carlo nouvellement fondé, à la « Maison de jeux » de Monaco.

Date indéterminée
- Friedrich Chrysander et l'historien Georg Gervinus fondent la Deutsche Händel-Gesellschaft dans le but d'éditer les œuvres complètes de Georg Friedrich Haendel.
- Le 66 : opérette en 1 acte de Jacques Offenbach

## Naissances

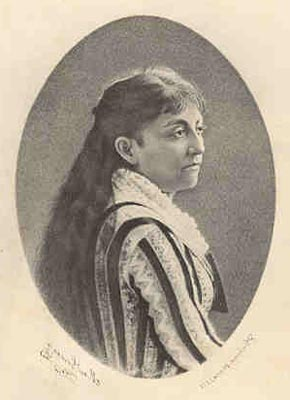
Cecilia Arizti

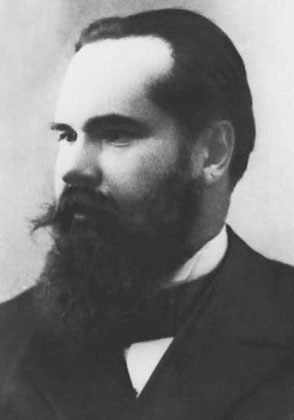
Sergueï Taneïev

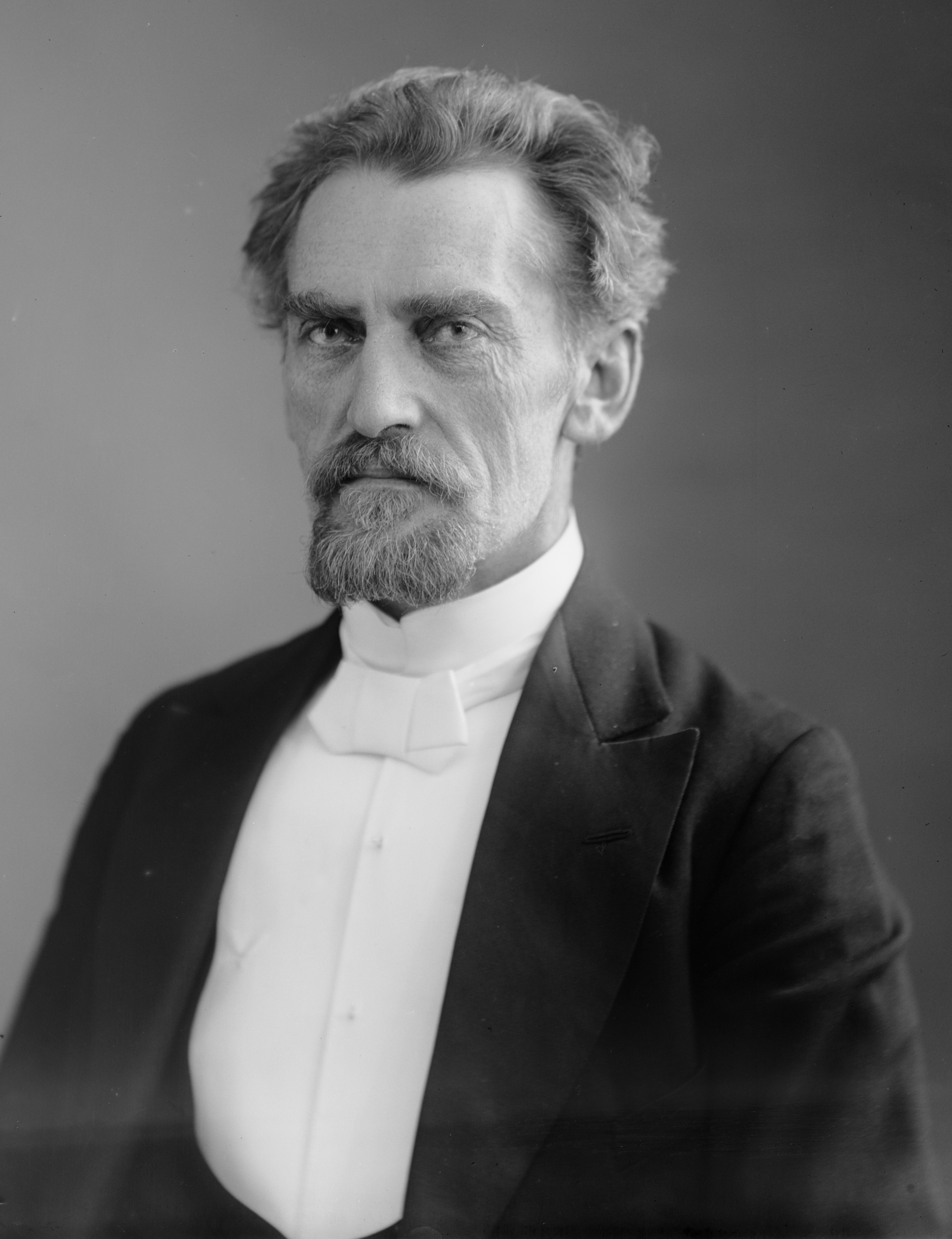
Robert Kajanus

- 6 janvier : Giuseppe Martucci, compositeur, chef d'orchestre, professeur et pianiste italien († 1er juin 1909).
- 9 janvier : Stevan Stojanović Mokranjac, chef d'orchestre, pédagogue, compositeur serbe († 9 avril 1914).
- 11 janvier : Christian Sinding, compositeur norvégien († 3 décembre 1941).
- 25 janvier : Wilhelm Heckel, facteur d'instruments de musique allemand († 13 janvier 1909).
- 16 février : Willem Kes, chef d'orchestre et violoniste néerlandais († 22 février 1934).
- 26 février : Aurelio Magnani, clarinettiste et compositeur italien († 25 janvier 1921).
- 28 février :
  - Eva Dell'Acqua, chanteuse et compositrice belge († 12 février 1930).
  - Richard Mühlfeld, clarinettiste allemand († 1er juin 1907).
- 15 mars : Mary Elizabeth Turner Salter, soprano et compositrice américaine († 12 septembre 1938).
- 20 mars : Josef Franz Wagner, compositeur autrichien († 5 juin 1908).
- 26 mai : George Templeton Strong, compositeur américain († 27 juin 1948).
- 1er juin : Marie Litta, chanteuse d'opéra soprano américaine († 7 juillet 1883).
- 8 juin : Antoine Banès, compositeur français († 9 janvier 1924).
- 13 juillet : Kateřina Emingerová,  compositrice, pianiste et professeur de musique tchèque († 9 décembre 1934).
- 23 juillet : Arthur Bird, compositeur américain († 22 décembre 1923).
- 27 juillet : Paul Poujaud, avocat français, ami et conseiller de nombreux compositeurs de son temps († 4 octobre 1936).
- 24 août : Felix Mottl, chef d'orchestre et compositeur autrichien († 2 juillet 1911).
- 8 octobre : Victor von Herzfeld, compositeur et violoniste († 20 février 1919).
- 9 octobre : Sylvain Dupuis, musicien, chef d'orchestre, compositeur et pédagogue belge († 28 septembre 1931).
- 27 octobre : Amanda Courtaux, professeur de musique et compositrice française († 21 avril 1941).
- 28 octobre : Cecilia Arizti, compositrice, professeur de musique et pianiste cubaine († 30 juin 1930).
- 2 novembre : Oskar Fleischer, musicologue et directeur de musée allemand († 8 février 1933).
- 25 novembre : Sergueï Taneïev, pianiste, compositeur et pédagogue russe († 19 juin 1915).
- 28 novembre : Alexandre Kastalski, musicologue, chef de chœur et compositeur russe († 17 décembre 1926).
- 2 décembre : Robert Kajanus, compositeur et chef d'orchestre finlandais († 6 juillet 1933).
- 27 décembre : 
  - Henri Berthelier, violoniste et pédagogue français († 1918).
  - André Gedalge, compositeur et pédagogue français († 5 février 1926).

Date indéterminée
- François Héraly, clarinettiste, chef d'orchestre et professeur de musique canadien († 1920).
- Carles Gumersind Vidiella i Esteba, pianiste et compositeur espagnol († 4 octobre 1915).

## Décès

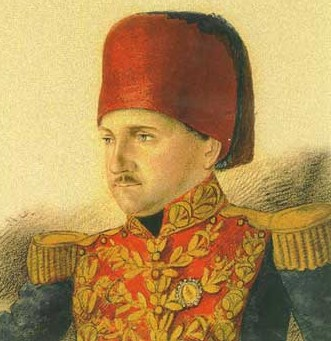
Giuseppe Donizetti

- 6 janvier : Nicolas Bochsa, compositeur et harpiste français (° 9 août 1789).
- 17 janvier : Thomas Attwood Walmisley, compositeur et organiste anglais (° 21 janvier 1814).
- 1er février : Henri-Étienne Dérivis, basse française (° 2 août 1780).
- 4 février : Anna Gottlieb, soprano autrichienne, créatrice du rôle de Pamina dans l'opéra de Mozart La Flûte enchantée (° 29 avril 1774).
- 12 février : Giuseppe Donizetti, musicien italien (° 6 novembre 1788).
- 17 février : John Braham, ténor britannique (° 1774).
- 9 mars : František Tadeáš Blatt, clarinettiste, compositeur et professeur de musique tchèque (° 1793).
- 18 avril : Joseph Menter, violoncelliste et compositeur allemand (° 17 janvier 1808).
- 3 mai :
  - Adolphe Adam, compositeur français (° 24 juillet 1803).
  - Adolfo Fumagalli, compositeur et pianiste italien (° 19 octobre 1828).
- 25 juin : Auguste Bertini, pianiste et compositeur français (° 5 juin 1780).
- 29 juillet : Robert Schumann, compositeur allemand (° 8 juin 1810).(° 8 juin 1810).
- 31 juillet : Marco Bordogni, ténor et professeur de chant italien (° 23 janvier 1789).
- 8 août : Lucia Elizabeth Vestris, actrice et contralto d'opéra anglaise, (° janvier 1797).
- 21 août : Peter Josef von Lindpaintner, compositeur et chef d'orchestre allemand.
- 14 octobre : Johann Kaspar Mertz, compositeur et guitariste autrichien (° 17 août 1806).
- 30 novembre : Charles-Alexandre Fessy, organiste et compositeur français (° 18 octobre 1804).
- 2 décembre : Louis-François Chaft, contrebassiste français (° 30 septembre 1780).